# Cercophora coprophila
Cercophora coprophila är en svampart som först beskrevs av Elias Fries, och fick sitt nu gällande namn av N. Lundq. 1972. Cercophora coprophila ingår i släktet Cercophora och familjen Lasiosphaeriaceae.  Arten är reproducerande i Sverige. Inga underarter finns listade i Catalogue of Life.